# Vito De Filippo
Vito De Filippo (Sant'Arcangelo, 27 agosto 1963) è un politico italiano, presidente della Regione Basilicata dal 6 maggio 2005 al 18 dicembre 2013, deputato alla Camera dal 2018.
È stato sottosegretario di Stato al Ministero della salute dal 28 febbraio 2014 al 12 dicembre 2016 nel governo Renzi e al Ministero dell'istruzione, dell'università e della ricerca dal 29 dicembre 2016 al 1º giugno 2018 nel governo Gentiloni.

## Biografia
Nato a Sant’Arcangelo, in provincia di Potenza, da Nicola De Filippo e Rosa Maria Briamonte (appartenente ad un'antica famiglia di agricoltori presente nel comune da secoli come certificato dal Catasto Onciario del XVIII secolo), studia nel liceo locale.
Conseguita la laurea in filosofia all'Università degli Studi di Napoli Federico II con il massimo dei voti e la lode e la pubblicazione della tesi sul linguaggio nella filosofia di Spinoza, dal 1989 è iscritto come pubblicista all'Ordine dei Giornalisti della Basilicata. Ha collaborato con riviste di filosofia e vari giornali nazionali e locali, lavorando anche per Telenorba.
Inizia l'attività politica a 26 anni nel Consiglio Provinciale di Potenza; ricopre la carica di assessore provinciale alla Sanità e di vicepresidente della Provincia. Ha pubblicato vari volumi di filosofia di storia meridionale e di attualità. Lo studio di Benedetto Spinoza ha prodotto la stampa alcune pubblicazioni sotto la guida del professore Piero Di Vona, noto studioso del filosofo a livello internazionale.
Dal 1990 al 1995 assume anche la presidenza del Centro europeo di drammaturgia, presso l'amministrazione provinciale di Potenza. Nel 1995 diventa consigliere regionale della Basilicata; ricopre la carica di capogruppo e di assessore regionale all'agricoltura. Nel 2000 è riconfermato consigliere regionale; diventa vicepresidente della giunta regionale ed assessore regionale alla sanità.
Dal 2002 al 2003 è capogruppo in consiglio regionale della Margherita e nel dicembre 2003 viene eletto presidente del consiglio regionale della Basilicata.

### Presidente della Regione Basilicata

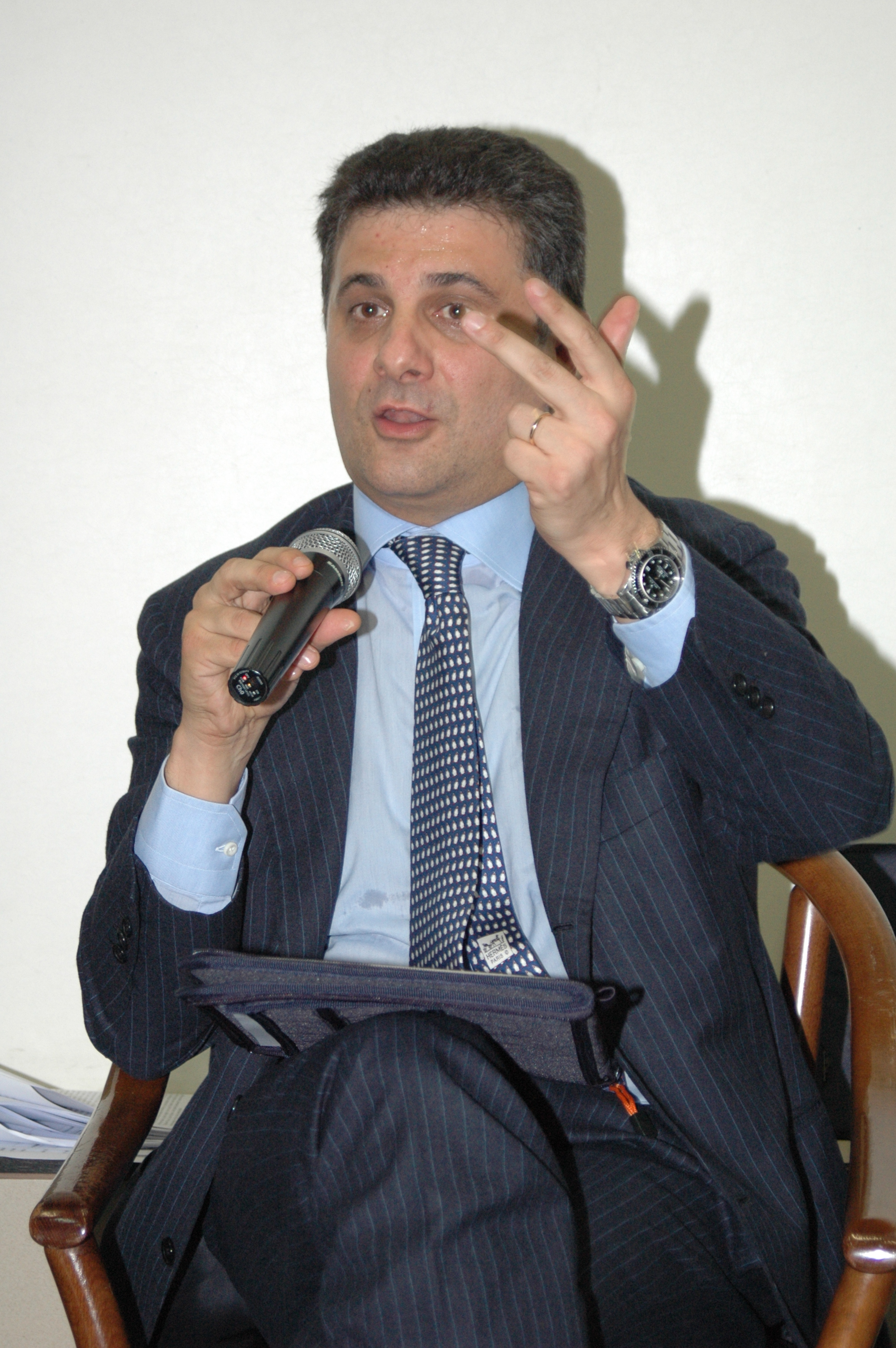
Vito De Filippo nel 2009

In vista della convocazione delle elezioni regionali in Basilicata del 2005, viene candidato alla presidenza della Regione Basilicata, venendo appoggiato dalla coalizione di centro-sinistra L'Unione composta da: Uniti nell'Ulivo, Popolari UDEUR, Federazione dei Verdi, Partito della Rifondazione Comunista, Partito dei Comunisti Italiani, Italia dei Valori e Patto dei Liberaldemocratici. Alla tornata elettorale del 17 e 18 aprile Vito De Filippo vince le elezioni, ottenendo il 67% dei voti (236.814 voti), battendo il rappresentante della coalizione di centro-destra "Per la Basilicata" Cosimo Latronico, che ottiene il 28,82% dei voti.
A seguito della sconfitta elettorale del centro-sinistra a Matera in occasione delle elezioni comunali del maggio 2007, l'intera giunta regionale si dimette a seguito degli attriti fra le varie componenti de L'Unione. Dopo tre settimane di trattative, il 30 giugno De Filippo nomina la propria seconda giunta.
Membro dell'assemblea nazionale della Margherita, nel 2007 si candida alle primarie del Partito Democratico nel collegio di Lauria in una lista a sostegno di Enrico Letta.
Nel marzo 2010, con circa il 60% dei voti, viene riconfermato alla guida della regione Basilicata, superando Nicola Pagliuca del PdL e Magdi Allam del movimento "Io amo la Lucania".
Alle elezioni politiche del 2013 è candidato alla Camera dei deputati, nella circoscrizione Basilicata, nelle liste del Partito Democratico, risultando tuttavia il primo dei non eletti.

### Sottosegretario al MS e MIUR
In seguito alla caduta del governo Letta, per volere del neo-segretario del PD Matteo Renzi per diventare Presidente del Consiglio, e alla nascita del suo governo, il 28 febbraio 2014 viene nominato dal Consiglio dei ministri sottosegretario di Stato al Ministero della salute, affiancando il ministro NCD Beatrice Lorenzin. A seguito delle dimissioni di Matteo Renzi da Presidente del Consiglio, per la bocciatura della riforma Renzi-Boschi al referendum costituzionale, termina il suo incarico da sottosegretario alla salute.
Con la nascita del governo presieduto da Paolo Gentiloni, il 29 dicembre 2016 viene nominato sottosegretario di Stato al Ministero dell'istruzione, dell'università e della ricerca, in sostituzione di Davide Faraone (cha a sua volta prende il posto di De Filippo). Termina l'incarico il 1º giugno 2018.

### Elezione a deputato
Alle elezioni politiche del 2018 si è candidato alla Camera dei deputati, tra le liste proporzionali del Partito Democratico nella circoscrizione Basilicata, dov'è eletto.
A seguito della scissione del PD da una parte del gruppo dei parlamentari renziani, Vito De Filippo abbandona il PD a settembre 2019 e aderisce in Italia Viva (IV), partito fondato da Matteo Renzi di stampo liberale e centrista. Venendo successivamente scelto per la cabina di regia nazionale di Italia Viva.
A seguito della crisi di governo aperta da Matteo Renzi, facendo dimettere le ministre d'Italia Viva Teresa Bellanova ed Elena Bonetti, ritenendola sbagliata, il 16 gennaio 2021 annuncia di abbandonare Italia Viva e di rientrare nel PD, affermando: "È stata sbagliata la scelta di Italia Viva di aprire la crisi mentre il Paese è attraversato da tante difficoltà e sofferenze".
È consigliere della Fondazione Italia USA.
Alle elezioni politiche anticipate del 25 settembre 2022 viene candidato per il Senato nel collegio plurinominale della Basilicata come capolista della lista Partito Democratico - Italia Democratica e Progressista.

## Vicende giudiziarie
Il 24 aprile 2013 la Procura di Potenza arresta due assessori regionali della Giunta De Filippo: l'Assessore al Lavoro e Formazione Vincenzo Viti (PD) e l'Assessore alla Agricoltura Rosa Mastrosimone (IdV) nonché il capo dell'opposizione in Consiglio regionale ed ex candidato presidente del centrodestra della Regione nel 2010 contro De Filippo, il capogruppo PdL Nicola Pagliuca spiccando provvedimenti di divieto di dimora per 11 tra consiglieri ed ex consiglieri di maggioranza e opposizione per peculato nello scandalo rimborsi ai gruppi regionali che già vedeva indagati moltissimi tra nuovi e vecchi consiglieri regionali. Lo stesso giorno dei provvedimenti De Filippo nomina una nuova Giunta, la terza della legislatura (tra i nuovi incarichi, quello di Marcello Pittella a vicepresidente e assessore alle attività produttive) e presenta le dimissioni affermando di voler provocare lo scioglimento del Consiglio, cosa che effettivamente si verificherà. De Filippo formalizza le dimissioni sostenendo che «l'inchiesta deturpa l'immagine della Basilicata, con ipotesi forse non penalmente gravi, ma umanamente odiose».